# Чмонець
Чмонець (пол. Czmoniec, нім. Schöntal) — село в Польщі, у гміні Курник Познанського повіту Великопольського воєводства.
Населення — 329 осіб (2011).
У 1975-1998 роках село належало до Познанського воєводства.

## Демографія
Демографічна структура станом на 31 березня 2011 року:
|          | Загалом | Допрацездатний вік | Працездатний вік | Постпрацездатний вік |
| -------- | ------- | ------------------ | ---------------- | -------------------- |
| Чоловіки | 165     | 35                 | 117              | 13                   |
| Жінки    | 164     | 38                 | 98               | 28                   |
| Разом    | 329     | 73                 | 215              | 41                   |